# Union Sportive d'Ivry (handebol masculino)
Union Sportive d'Ivry é uma equipe de handebol da cidade de Ivry sur Seine, França . Atualmente, os US d'Ivry compete no Campeonato Francês de Handebol .

## Títulos
Lista atualizada em 2013.
- Campeonato Francês de Handebol 8: 1963, 1964, 1966, 1970, 1971, 1983, 1997, 2007

## Elenco 2012-2013
Lista Atualizada em 2013.
| Nome                   | Nacionalidade  |
| Rémy Gervélas          | França         |
| François-Xavier Chapon | França         |
| Diego Simonet          | Argentina      |
| Sebastian Simonet      | Argentina      |
| Mathieu Bataille       | França         |
| Veljko Indjic          | Sérvia         |
| Thomas Zirn            | França         |
| Damir Smajilagic       | França/ Sérvia |
| Cédric Loupadiere      | França         |
| Wissem Bousnina        | Tunísia        |
| Ondrej Sulc            | Chéquia        |
| Davor Dominiković      | Croácia        |
| Morgan Staigre         | França         |
| Fabien Ruiz Margaria   | França         |
| Xavier Lorgere         | França         |
| Jérémy Darras          | França         |